# Liga de la Corint

Liga de la Corint după moartea lui Filip al II-lea

Liga de la Corint sau Liga Elenă a fost o federație de state grecești creată de Filip al II-lea al Macedoniei după bătălia de la Cheroneea din 338 î.Hr., cu scopul de a sprijini campania sa împotriva Imperiului Persan.
Este pentru prima dată în istoria Greciei Antice, când polisurile grecești, cu excepția Spartei, doresc a se uni ca o singură unitate politică.

## Organizarea
Liga era condusă de un Hegemon pe plan militar, de Synedrion sau Consiliu reprezentativ și Dikastai (judecători). Decretele din cadru ligii au fost emise în Atena, Corint, Delphi, Olympia și Pydna.
Liga a întreținut o armată, soldații erau percepuți de la fiecare stat în funcție de posibilități.

## Liga
După ce Theba a încălcat jurământul ligii, cetatea din Beoția a fost distrusă. În 331 î.Hr., după bătălia de la Megapolis, Sparta este obligată să se alăture alianței.
Liga este dizolvată în timpul revoltelor grecilor de după moartea lui Alexandru cel Mare.